# Mohéli
Mohéli (poznat i kao Mwali) je jedan od tri otoka u Komorskom otočju. Nalazi se u Indijskom oceanu uz obalu Afrike i najmanji je otok u Komorima. Prema popisu iz 2006. ima 38.000 stanovnika. Glavni grad otoka je Fomboni. Etničke grupe su slične kao na Grande Comoreu i Anjouanu. Najbrojniji su Bantuidi, Arapi, Malajci i Malagaske kulture, a glavna religija je sunitski islam.

## Povijest
Otok 11. kolovoza 1997. proglašava neovisnost od Komora, 8 dana nakon što je isto učinio i otok Anjouan. Otok se vratio u okrilje Komora 1998., a 2002. je ratificirao novi ustav Komora (izglasan 2001.), koji daje široku autonomiju pojedinim otocima, uključujući i pravo na biranje vlastitog predsjednika.